# Andrzej Szczepaniak
Andrzej Szczepaniak – polski biofizyk, dr hab. nauk biologicznych, profesor zwyczajny, kierownik Zakładu Biofizyki i prodziekan Wydziału Biotechnologii Uniwersytetu Wrocławskiego.

## Życiorys
Obronił pracę doktorską, 28 października 1996 habilitował się na podstawie pracy zatytułowanej Topografia składników kompleksu b6f. 21 grudnia 2007 nadano mu tytuł profesora w zakresie nauk biologicznych. Pracował w Instytucie Biochemii i Biologii Molekularnej na Wydziale Nauk Przyrodniczych Uniwersytetu Wrocławskiego.
Objął funkcję profesora zwyczajnego i kierownika w Zakładzie Biofizyki, oraz prodziekana na Wydziale Biotechnologii Uniwersytetu Wrocławskiego.